# Pedro Benítez
Pedro Juan Benítez (Luque, Paraguay; 23 de marzo de 1981) es un exfutbolista paraguayo que se desempeñaba como defensor.

## Trayectoria
Formó parte de la Selección nacional de fútbol de Paraguay que ganó la medalla de plata en los Juegos Olímpicos de Atenas 2004. A lo largo de su prolongada carrera jugó por Sportivo Luqueño, Olimpia, Cerro Porteño, FK Shajtar Donetsk y Libertad. Además, entre 2002 y 2003, conquistó la Copa Libertadores y la Recopa Sudamericana junto a Olimpia, como así también varios títulos de la liga paraguaya con Cerro Porteño.
A mediados de 2008, los Tigres UANL lo adquieren del Club Libertad de Paraguay viniendo a ocupar el lugar que dejó su compatriota Julio César Cáceres en la defensa felina.
En agosto de 2009, medios publicaban que el Ganso jugaría cedido a préstamo por el Albacete Balompié. Sin embargo, días después el equipo español optó por suspender las negociaciones para cerrar el trato debido a que éste alegó que el Tigres no envió los documentos necesarios para tal efecto.
No obstante, el 26 de agosto, le llega una nueva oportunidad al Ganso para emigrar, siendo en este caso su destino Brasil, en donde ficha en calidad de préstamo por una temporada para el Atlético Mineiro.
A mediados de 2010 vuelve a Cerro Porteño y con este mismo equipo alcanzaría la semifinal de la Copa Libertadores 2011 y ganaría el Torneo Apertura en el año 2012.
En 2013 no llega a un acuerdo (con respecto a su continuidad) con Cerro Porteño y debido a esto dejó de ser jugador de dicho club. Ese mismo año, a pocos días de haber abandonado Cerro Porteño, es confirmado como refuerzo, para la temporada 2013 en Libertad.

## Como entrenador
Comenzó dirigiendo al Club Sportivo Tayazuapé de la Primera División de la Liga Sanlorenzana de Fútbol en el año 2023.

## Selección nacional
Ha sido internacional con la selección de fútbol de Paraguay. Fue citado por primera vez en la Copa América 2004, donde realizó su debut el 8 de julio en el partido contra Costa Rica.

### Participaciones en Copa América
| Eurocopa          | Sede | Resultado   |
| ----------------- | ---- | ----------- |
| Copa América 2004 | Perú | 4° de final |

## Clubes
| Club                      | País     | Año       |
| ------------------------- | -------- | --------- |
| Club Sportivo Tayazuapé   | Paraguay | 1998      |
| Club Sportivo San Lorenzo | Paraguay | 1999      |
| Sportivo Luqueño          | Paraguay | 2000-2001 |
| Olimpia                   | Paraguay | 2002-2003 |
| Cerro Porteño             | Paraguay | 2004      |
| FC Shakhtar Donetsk       | Ucrania  | 2004-2005 |
| Cerro Porteño             | Paraguay | 2005-2006 |
| Libertad                  | Paraguay | 2007-2008 |
| Tigres UANL               | México   | 2008-2009 |
| Atlético Mineiro          | Brasil   | 2009-2010 |
| Cerro Porteño             | Paraguay | 2010-2012 |
| Libertad                  | Paraguay | 2013-2016 |
| Club Rubio Ñu             | Paraguay | 2017      |
| Club Deportivo Capiata    | Paraguay | 2018      |

### Participaciones en Copas nacionales
| Copa               | País     | Resultado     | Partidos | Goles |
| ------------------ | -------- | ------------- | -------- | ----- |
| Copa Paraguay 2018 | Paraguay | Por confirmar | 0        | 0     |

### Como entrenador
| Club                    | País     | Año  |
| ----------------------- | -------- | ---- |
| Club Sportivo Tayazuapé | Paraguay | 2023 |

## Estadísticas
Datos actualizados al fin de la carrera deportiva.
| Sportivo Luqueño Paraguay |               |               |     |    |   |   |   |    |    |     |     |    |
| 1.ª | 2001          | 22            | 2   | -  | - | - | - | -  | -  | 22  | 2   |    |
| Total club | Total club    | 22            | 2   | 0  | 0 | 0 | 0 | 0  | 0  | 22  | 2   |    |
| Olimpia Paraguay |               |               |     |    |   |   |   |    |    |     |     |    |
| 1.ª | 2002          | 13            | 1   | -  | - | - | - | 2  | 0  | 15  | 1   |    |
| 1.ª | 2003          | 21            | 1   | -  | - | - | - | 8  | 0  | 29  | 1   |    |
| Total club | Total club    | 34            | 2   | 0  | 0 | 0 | 0 | 10 | 0  | 44  | 2   |    |
| Cerro Porteño Paraguay |               |               |     |    |   |   |   |    |    |     |     |    |
| 1.ª | 2004          | 30            | 5   | -  | - | - | - | 4  | 1  | 34  | 6   |    |
| 1.ª | 2005          | 16            | 5   | -  | - | - | - | 5  | 1  | 21  | 6   |    |
| 1.ª | 2006          | 6             | 1   | -  | - | - | - | 5  | 0  | 11  | 1   |    |
| 1.ª | C-2010        | 12            | 2   | -  | - | - | - | 2  | 0  | 14  | 2   |    |
| 1.ª | A-2011        | 11            | 1   | -  | - | - | - | 12 | 2  | 23  | 3   |    |
| 1.ª | C-2011        | 19            | 2   | -  | - | - | - | -  | -  | 19  | 2   |    |
| 1.ª | A-2012        | 22            | 2   | -  | - | - | - | -  | -  | 22  | 2   |    |
| 1.ª | C-2012        | 15            | 1   | -  | - | - | - | 8  | 1  | 23  | 2   |    |
| Total club | Total club    | 131           | 19  | 0  | 0 | 0 | 0 | 36 | 5  | 167 | 24  |    |
| Libertad Paraguay |               |               |     |    |   |   |   |    |    |     |     |    |
| 1.ª | 2006          | 16            | 4   | -  | - | - | - | -  | -  | 16  | 4   |    |
| 1.ª | 2007          | 28            | 2   | -  | - | - | - | 4  | 2  | 32  | 4   |    |
| 1.ª | A-2008        | 16            | 4   | -  | - | - | - | 5  | 0  | 21  | 4   |    |
| 1.ª | A-2013        | 10            | 0   | -  | - | - | - | 6  | 2  | 16  | 2   |    |
| 1.ª | C-2013        | 17            | 2   | -  | - | - | - | 9  | 2  | 26  | 4   |    |
| 1.ª | A-2014        | 14            | 0   | -  | - | - | - | -  | -  | 14  | 0   |    |
| 1.ª | C-2014        | 10            | 0   | -  | - | - | - | 5  | 0  | 15  | 0   |    |
| 1.ª | A-2015        | 11            | 1   | -  | - | - | - | 6  | 1  | 17  | 2   |    |
| 1.ª | C-2015        | 19            | 0   | -  | - | - | - | 6  | 0  | 25  | 0   |    |
| 1.ª | A-2016        | 18            | 1   | -  | - | - | - | -  | -  | 18  | 1   |    |
| 1.ª | C-2016        | 8             | 0   | -  | - | - | - | 2  | 0  | 10  | 0   |    |
| Total club | Total club    | 167           | 14  | 0  | 0 | 0 | 0 | 43 | 7  | 210 | 21  |    |
| Tigres · México |               |               |     |    |   |   |   |    |    |     |     |    |
| 1.ª | A-2008        | 17            | 1   | -  | - | - | - | -  | -  | 17  | 1   |    |
| 1.ª | C-2009        | 17            | 1   | -  | - | 3 | 0 | -  | -  | 20  | 1   |    |
| Total club | Total club    | 34            | 2   | 0  | 0 | 3 | 0 | 0  | 0  | 37  | 2   |    |
| Atlético Mineiro · Brasil |               |               |     |    |   |   |   |    |    |     |     |    |
| 1.ª | 2009          | 7             | 0   | -  | - | - | - | -  | -  | 7   | 0   |    |
| 1.ª | 2010          | 2             | 0   | 1  | 0 | 1 | 0 | -  | -  | 4   | 0   |    |
| Total club | Total club    | 9             | 0   | 1  | 0 | 1 | 0 | 0  | 0  | 11  | 0   |    |
| Rubio Ñu Paraguay |               |               |     |    |   |   |   |    |    |     |     |    |
| 1.ª | C-2017        | 14            | 1   | -  | - | - | - | -  | -  | 14  | 1   |    |
| Total club | Total club    | 14            | 1   | 0  | 0 | 0 | 0 | 0  | 0  | 14  | 1   |    |
| Deportivo Capiatá Paraguay |               |               |     |    |   |   |   |    |    |     |     |    |
| 1.ª | A-2018        | 17            | 3   | -  | - | - | - | -  | -  | 17  | 3   |    |
| Total club | Total club    | 17            | 3   | 0  | 0 | 0 | 0 | 0  | 0  | 17  | 3   |    |
| Total carrera | Total carrera | Total carrera | 428 | 43 | 1 | 0 | 4 | 0  | 89 | 12  | 522 | 55 |
| (1) Incluye datos del Campeonato Mineiro (2009). (2) Incluye datos de la InterLiga (2009), Copa de Brasil (2010). (3) Incluye datos de la Copa Libertadores (2002, 2003, 2006, 2007, 2008, 2011, 2013, 2015); Copa Intercontinental (2002); Copa Sudamericana (2004, 2005, 2010, 2012, 2013, 2014, 2015, 2016). (4) No se consideran goles en encuentros amistosos. |               |               |     |    |   |   |   |    |    |     |     |    |

## Palmarés

### Campeonatos regionales
| Título             | Club             | País   | Año  |
| ------------------ | ---------------- | ------ | ---- |
| Campeonato Mineiro | Atlético Mineiro | Brasil | 2010 |

### Campeonatos nacionales
| Título               | Club          | País     | Año  |
| -------------------- | ------------- | -------- | ---- |
| Campeonato Paraguayo | Cerro Porteño | Paraguay | 2004 |
| Campeonato Paraguayo | Cerro Porteño | Paraguay | 2005 |
| Campeonato Paraguayo | Libertad      | Paraguay | 2007 |
| Torneo Apertura      | Libertad      | Paraguay | 2008 |
| Torneo Apertura      | Cerro Porteño | Paraguay | 2012 |
| Torneo Apertura      | Libertad      | Paraguay | 2014 |
| Torneo Clausura      | Libertad      | Paraguay | 2014 |
| Torneo Apertura      | Libertad      | Paraguay | 2016 |

### Copas internacionales
| Título                          | Equipo             | País     | Año  |
| ------------------------------- | ------------------ | -------- | ---- |
| Recopa                          | Olimpia            | Paraguay | 2003 |
| Copa Libertadores               | Olimpia            | Paraguay | 2002 |
| Medalla de Plata JJ. OO. Atenas | Selección nacional | Paraguay | 2004 |